# Açame ibne Maleque Alcaulani
Açame ibne Maleque Alcaulani (em árabe: السمح بن مالك الخولاني‎; romaniz.: Al-Samh ibn Malik al-Khawlani) foi uale do Alandalus de 718 a 720.

## História
Açame assumiu o ofício de uale em 718, em substituição de Alhor ibne Abderramão Atacafi, que sucessivamente foi derrotado nas suas investidas contra a Septimânia e então foi demovido pelo califa omíada de Damasco. No tempo de sua ascensão, o rei visigótico Ardão controlava o Baixo Ebro e a Septimânia. Marchou contra ele e tomou Barcelona e Narbona (720), findando com a porção remanescente do Reino Visigótico na região. Essa vitória permitiu submeter à Septimânia quase pacificamente, com tratados sendo assinados com os condes góticos locais. Em 720 ou 721, marchou contra Tolosa, no Ducado da Aquitânia, que foi sitiada. Após meses e quase sem provisões, os defensores estavam perto de ceder, quando, em 9 de junho de 720/1, o duque Odão, o Grande retornou comandando uma grande força aquitano-franca, atacando a retaguarda de Açame e lançando um movimento envolvente de grande sucesso. Uma batalha importante e decisiva se seguiu. Preso entre os defensores de Tolosa e os homens de Odão, Açame tentou escapar, mas foi preso com o grosso de suas tropas em um lugar que veio a ser chamado pelos cronistas muçulmanos de Balate Axuada (Balat al Shuhada) ou  "caminho dos mártires", onde fez uma última resistência quando seu exército foi dizimado pelas forças de Odão.